# Jørgen Sømod
Jørgen Sømod (født 24. maj 1944 på Frederiksberg, død 26. oktober 2012) var en numismatisk forsker og forfatter, mønthandler samt grundlægger af Tannhäuser-bar.
Som enebarn af forældre inden for sølvtøjsbranchen blev han en markant skikkelse inden for dansk numismatik. Hans tidlige fascination af mønter udviklede sig til en livslang passion og ekspertise.
Som 18-årig blev Jørgen Sømod uddannet som bankmand, dog bevægede han sig aldrig ind i finansverdenen. Hans hjerte bankede for mønter, og det blev afgørende for hans livsretning. Hans viden om mønter var dyb og omfattende, og han kunne afdække detaljer om enhver mønt, han blev præsenteret for. Hans forskning fokuserede især på danske, norske og slesvig-holstenske mønter fra tusindtallets slutning til nutiden samt poletter fra hele verden.

## Tannhäuser-bar
I 1983 valgte Jørgen Sømod at sælge sin imponerende møntsamling for at åbne cocktailbaren Tannhäuser på Holbergsgade 17 i en gammel nedlagt tæppebutik. Tannhäuser var møbleret med plysmøbler og mørkegrønne vægge.
Baren var kendt for sit enorme udvalg af spiritus og den legendariske cocktail "Ugly Bugly".
Under stor pressebevågenhed introducerede Jørgen Sømod den nok mest berygtede af alle Tannhausers drinks: En ”Ugly Bugly”, der bestod af rød Aalborg, æggelikør, bananlikør, blå bols, tabasco, salt, garneret med perleløg og cocktailbær. En kras omgang som skulle drikkes i en slurk.
Men der var også et fast ritual, som alle der bestilte en ”Ugly Bugly” skulle igennem: Når drinken var drukket, lød tonerne af ”Gladiatorernes Indtogsmarch” over højtalerne, og ind kom tjeneren med hvide handsker og en sølvbakke med et romerlys. Man blev så stillet med hænderne på baren og fik bukserne trukket ned på hælene, hvorefter romerlyset blev anbragt mellem ballerne og antændt.
Romerlyset blev slukket med en sifon, inden det blev det fjernet med en tang og lagt tilbage på sølvbakken, herefter fik man tre rap i den bare med en ridepisk. Man havde nu bestået prøven og kunne få sit certifikat. Det blev hurtigt populært at give et gavekort til dette ritual til selskaber, hvor modtageren ikke var bekendt med ritualet.
Men det var ikke alle, der fandt dette ritual passende. På et tidspunkt blev ritualet efter en anmeldelse forbudt af politiet for at være krænkende af orden og sømmelighed. Tannhäuser nåede at skænke 620 ”Ugly Bugly”, inden ritualet blev forbudt.
Stedet blev et kultsted, ikke mindst på grund af ejerens egenartede og underholdende personlighed. Tannhäuser eksisterede frem til sidste i 1980’erne, hvor Jørgen Sømod afhændede den. Den var blevet for populær, og naboerne klagede over natteroderi og meget larm. Den blev nu til en café, der kun havde åbnet i dagtimerne.

## Satanmønterne
Han menes også at have spredt flere satanmønter rundt omkring. Jørgen Sømod fandt ud af at mønterne var fremstillet på fabrikken Meca og stemplerne til mønterne var skåret af Bent Jensen, gennem ham fik han fremstillet satanmønter til sig selv, som han uafhængigt spredte på samme måde som Knud Langkow, ved at efterlade dem på steder, hvor de senere ville blive fundet.

## Sømods vigtigste værker
| Titel                                                                                  | Årstal                 |
| -------------------------------------------------------------------------------------- | ---------------------- |
| Danmarks og Norges Mønter 1448-1540                                                    | 1967                   |
| Danmarks mønter                                                                        | 1971, 1973, 1975, 1977 |
| Mønterne fortæller                                                                     | 1977                   |
| Mønter fra Dansk Vestindien                                                            | 1980, 1999             |
| Afbildninger af samtlige hidtil kendte danske mønter i tidsrummet 1241-1377            | 2000                   |
| Poletter & Pengetegn i Danmark siden stenalderen og indtil omkring 1960, 1. og 2. del. | 1994                   |

## Det Store Projekt
| Titel | Årstal |
| --- | ------ |
| Poletter og Pengetegn i Danmark siden stenalderen og indtil omkring 1960. 1. del. Tiden indtil 1900 | 2003   |
| Poletter og Pengetegn i Danmark siden stenalderen og indtil omkring 1960. 2. del. 1900-1924 | 2004   |
| Frimærkepenge i Danmark, anvendelse, beskrivelse og udbredelse anskuet ud fra historiske, topografiske, filatelistiske og numismatiske synsvinkler. 1. del. Ældre emissioner og københavnske serieudgaver | 2005   |
| Danske & norske medailler & jetoner siden jernalderen og indtil 1788 | 2006   |
| Poletter og Pengetegn i Danmark siden stenalderen og indtil omkring 1960. 3. del. 1924-1960 | 2007   |
| Frimærkepenge i Danmark, anvendelse, beskrivelse og udbredelse anskuet ud fra historiske, topografiske, filatelistiske og numismatiske synsvinkler. 2. del. Enkeltudgaver, geografisk ordnet              | 2008   |
| Danske mønter og mønter fra lande samt områder i union med Danmark eller under dansk overhøjhed fra de ældste tider og indtil 1448 (2 bind)                                                               | 2009   |
| Poletter & Pengetegn i Danmark 1960-1989 | 2010   |
| Hvid - Skilling - Øre. Bidrag til den nyere tids mønthistorie. Tillæg hertil: Forordninger & Rescripter med videre angående det danske og norske møntvæsen 1483-1813                                      | 2011   |
| Mønter fra Slesvig & Holsten 1460-1923 | 2012   |